# 奈斯蒂·纳赛
奈斯蒂·纳赛（1922年4月14日—1995年2月11日），是阿尔巴尼亚的政治家，阿尔巴尼亚外交部部长，曾经担任阿尔巴尼亚驻保加利亚大使、驻苏联大使、驻中华人民共和国大使。1982年被卷入穆罕默德·谢胡自杀后的“大清洗”，遭到监禁。